# Philip Ehrlich
Philip Ehrlich é professor no departamento de Filosofia da Universidade de Ohio. Suas principais áreas de interesse são Lógica, Históra da Matemática e Filosofia da Ciência.

## Trabalhos selecionados
- Ehrlich, P.: The absolute arithmetic continuum and the unification of all numbers great and small. The Bulletin of Symbolic Logic 18 (2012), no. 1, 1—45. - arquivo

- Ehrlich, Philip (2006), «The rise of non-Archimedean mathematics and the roots of a misconception. I. The emergence of non-Archimedean systems of magnitudes», Archive for History of Exact Sciences, 60 (1): 1–121, MR 2206281, doi:10.1007/s00407-005-0102-4.

- Ehrlich, Philip: Number systems with simplicity hierarchies: a generalization of Conway's theory of surreal numbers. J. Symbolic Logic 66 (2001), no. 3, 1231–1258.

- Real numbers, generalizations of the reals, and theories of continua. Edited by Philip Ehrlich. Synthese Library, 242. Kluwer Academic Publishers Group, Dordrecht, 1994.